# António Francisco dos Santos
António Francisco dos Santos (Tendais, Cinfães, 29 de agosto de 1948 – Porto, 11 de setembro de 2017) foi um bispo católico português.

## Biografia
António Francisco dos Santos terminou os estudos no Seminário Menor e ingressou no Seminário Maior da sua diocese para cursos filosóficos e teológicos. Foi ordenado Diácono em 22 de agosto de 1971 e sacerdote de Lamego a 8 de dezembro de 1972.
Após a ordenação sacerdotal exerceu o ministério pastoral em Cinfães durante dois anos, como Vice-Pároco. Em 1974 foi para Paris, onde obteve a licenciatura em filosofia pela Escola Prática de Estudos Sociais Superiores, bem como o mestrado pelo Instituto Católico de Paris. Ao retornar à diocese, em 1978, foi nomeado membro da equipe de formadores e professor do seminário. De 1986 a 1991 exerceu o cargo de Vice-Reitor do Seminário de Lamego. Em 1996 foi nomeado Pró-Vigário Geral de Lamego, cargo que ocupou até sua nomeação, e desde 1997, Prelado Honorário de Sua Santidade.
O Papa João Paulo II o nomeou bispo-auxiliar de Braga, com a sé titular de Magneto, aos 21 de dezembro de 2004. Recebeu a consagração episcopal em 19 de março de 2005 por Dom Jacinto Tomás de Carvalho Botelho, bispo de Lamego, na Catedral de Lamego; os co-consagrantes foram Dom Eurico Dias Nogueira, Arcebispo Emérito de Braga, e Dom Jorge Ferreira da Costa Ortiga, Arcebispo de Braga.
Foi nomeado pelo Papa Bento XVI a 8 de dezembro de 2006 como bispo de Aveiro. Por último, o Papa Francisco nomeou D. António Francisco como sucessor de D. Manuel Clemente na Diocese do Porto a 21 de fevereiro de 2014. Foi administrador diocesano da Diocese de Aveiro entre o período da sua nomeação para prelado do Porto até à sua entrada oficial a 5 de abril de 2014.
Na Conferência Episcopal Portuguesa, ocupou o cargo de Bispo responsável pelo sector “Vocações e Ministérios”.
Faleceu, inesperadamente, devido a um ataque cardíaco no Porto, a 11 de setembro de 2017.
Em 2018, foi anunciado que a nova ponte entre Porto e Vila Nova de Gaia (Ponte de D. António Francisco dos Santos), a concluir até 2025, terá o seu nome. Em 2023, a cidade de Aveiro prestou homenagem ao seu ex-bispo dando seu nome a uma das avenidas da cidade.
A Irmandade dos Clérigos, a Santa Casa da Misericórdia do Porto e a Associação Comercial do Porto instituíram o PRÉMIO D. ANTÓNIO FRANCISCO, para premiarem anualmente uma personalidade ou instituição, nacional ou internacional, pelo seu relevante papel na promoção da paz, da dignidade da pessoa humana e do diálogo inter-religioso e ecuménico.
Clérigos portugueses também pedem a abertura do processo de canonização de D. António Francisco dos Santos, considerando que já passaram cinco anos sobre a morte do antigo bispo. Os procedimentos para a abertura deste processo estão nas mãos do atual Bispo do Porto, D. Manuel Linda.